# Sendero de Mojave

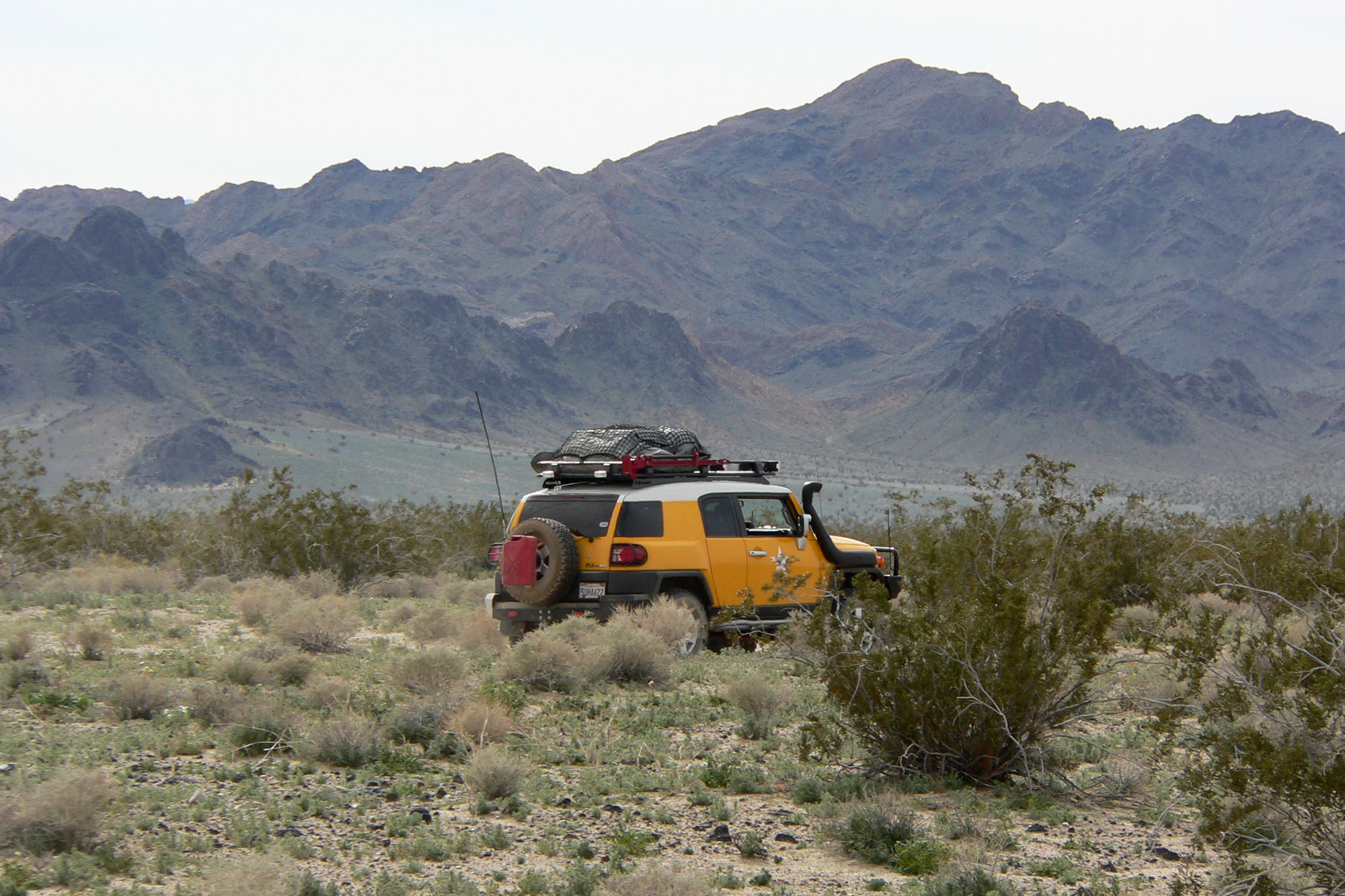
Vista del lugar

El Sendero de Mojave o Camino de Mojave (en inglés: Mojave Road o Mojave Trail) es una ruta histórica y actual camino de tierra a través de lo que hoy es la Reserva Nacional de Mojave en el desierto de Mojave en California, Estados Unidos. 
El tramo administrado por el Bureau of Land Management es el de Barstow a Needles en el condado de San Bernardino. Esta carretera se extiende 230 km desde el sitio de el antiguo Fuerte Mohave (en la orilla oeste del río Colorado, aproximadamente 10 millas al suroeste de Bullhead City, Arizona) en el sitio del antiguo Campamento Cady ( en el oeste a orillas del río del Mojave, aproximadamente 12 millas al noreste de Newberry Springs, California ) .
Una ruta tradicional en el desierto para nativos americanos, que mucho más tarde sirvió a los misioneros y exploradores españoles en los siglos XVIII y XIX, y por los colonos de los EE. UU. después. Fue llamada el Camino de Mojave y pasaba través del desierto de Mojave entre el río Colorado y el río Mojave luego de seguir hasta el puerto del Cajón situado entre las sierras de San Bernardino y la sierra de San Gabriel, en el sur de California.
Entre las expediciones históricas del sendero se encuentran las de Francisco Garcés, un misionero franciscano español, que recorrió el camino con los guías del Mohave, después de dejar la expedición de Juan Bautista de Anza en 1776. José María de Zalvidea, un administrador franciscano de la Misión de San Gabriel también cruzó el sendero en 1806, con indígenas cerca de la actual Hesperia. En 1826, época mexicana, el explorador Jedediah Smith se convirtió en el primer norteamericano en viajar por el sendero de Mojave.